# サン・フェルナンドCD
サン・フェルナンド・クルブ・デポルティーボ・イスレーニョ（San Fernando Club Deportivo Isleño）は、スペイン・アンダルシア州サン・フェルナンドに本拠地を置くサッカークラブ。2009年に設立され、2023-24シーズンはプリメーラ・フェデラシオンに所属している。

## 歴史
前身となったクラブは、2009年に財政難によって解散したCDサン・フェルナンド。このクラブのスタジアム、財産、歴史を引き継ぐ形でこのサン・フェルナンドCDは2009年6月に設立された。初のリーグ戦出場となった2009-10シーズンは、アンダルシア州1部リーグからのスタートであったが、このシーズンにテルセーラ・ディビシオンへと昇格を決めている。2012-13シーズンにはセグンダ・ディビシオンBに昇格したが、2シーズン後にテルセーラへ降格。セグンダBへは2016-17シーズンに復帰した。
2021-22シーズン始めに行われたスペイン3部リーグ以下のみのリーグ再編では、プリメーラ・ディビシオンRFEFへの出場が決定した。また、同シーズンの始めには、クラブのSAD化を行うことを発表した。

## タイトル

### 国内タイトル
- なし

### 国際タイトル
- なし

## 過去の成績
| シーズン | 部 | ディヴィジョン | 順位    | コパ・デル・レイ |
| -------- | -- | -------------- | ------- | ---------------- |
| 2009-10  | 5  | 州1部          | 2位     |                  |
| 2010-11  | 4  | テルセーラ     | 2位     |                  |
| 2011-12  | 4  | テルセーラ     | 2位     |                  |
| 2012-13  | 3  | セグンダB      | 7位     |                  |
| 2013-14  | 3  | セグンダB      | 18位    | 2回戦敗退        |
| 2014-15  | 4  | テルセーラ     | 2位     |                  |
| 2015-16  | 4  | テルセーラ     | 3位     |                  |
| 2016-17  | 3  | セグンダB      | 15位    |                  |
| 2017-18  | 3  | セグンダB      | 9位     |                  |
| 2018-19  | 3  | セグンダB      | 8位     |                  |
| 2019-20  | 3  | セグンダB      | 6位     |                  |
| 2020-21  | 3  | セグンダB      | 2位/5位 | 1回戦敗退        |
| 2022-23  | 3  | 連盟1部        | 13位    |                  |
| 2023-24  | 3  | 連盟1部        | 位      |                  |

- 3シーズン - プリメーラ・フェデラシオン
- 7シーズン - セグンダ・ディビシオンB
- 4シーズン - テルセーラ・ディビシオン

## 歴代監督
- ヨヴァン・スタンコヴィッチ 2020-2021
- アルフレド・サンタエレナ 2023-

## 歴代所属選手
- ジョナタン・ビアビアニー 2020-